# Bassia laniflora
Bassia laniflora är en amarantväxtart som först beskrevs av Samuel Gottlieb Gmelin, och fick sitt nu gällande namn av Andrew John Scott. Bassia laniflora ingår i släktet kvastmållor, och familjen amarantväxter. Inga underarter finns listade i Catalogue of Life.

## Bildgalleri

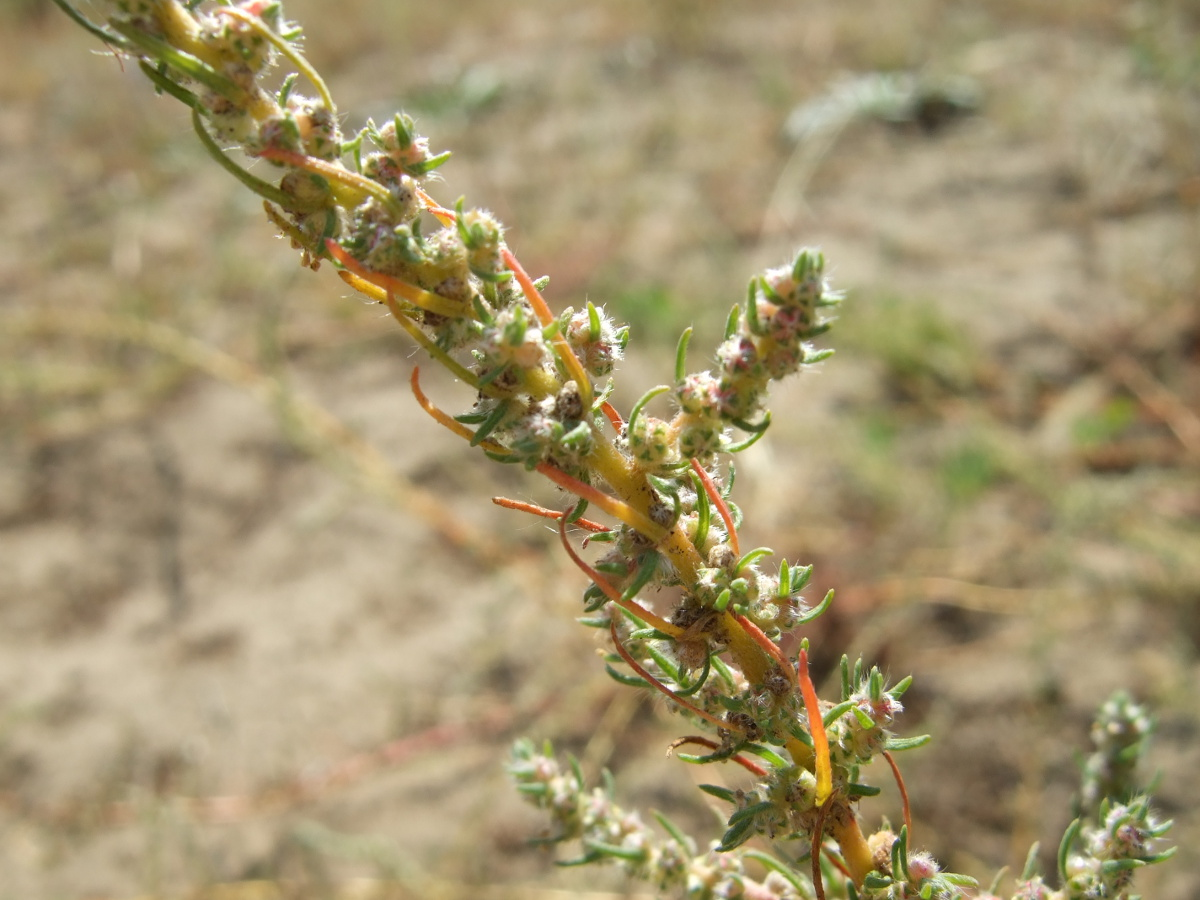
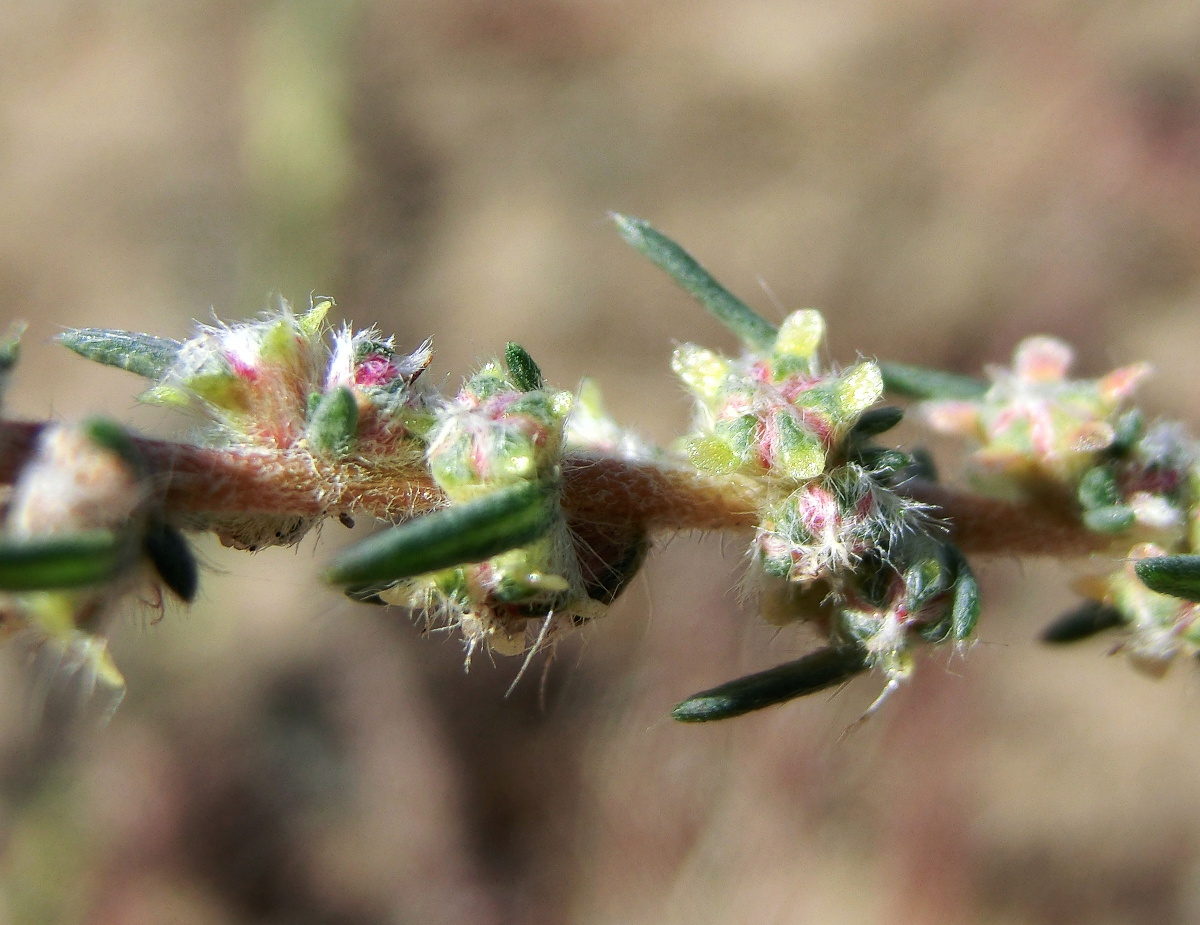
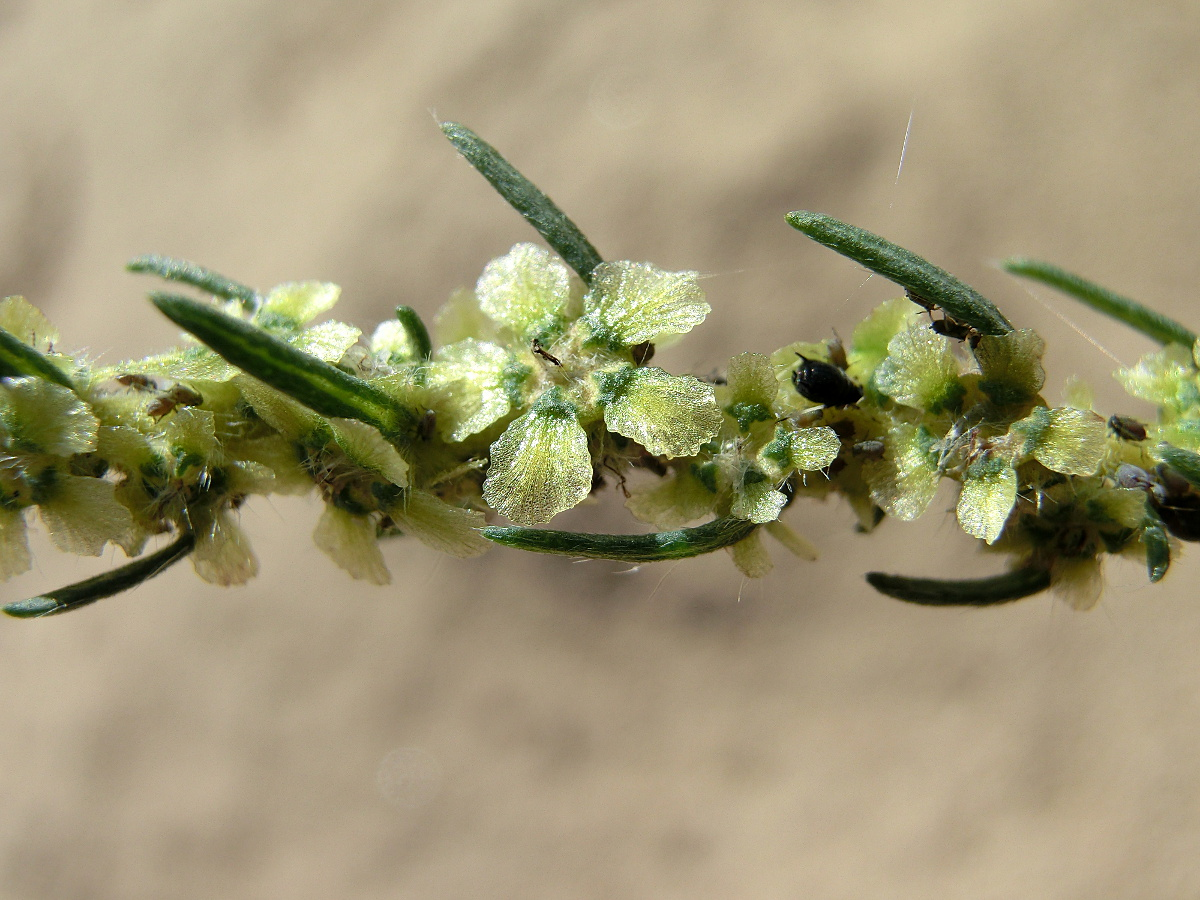
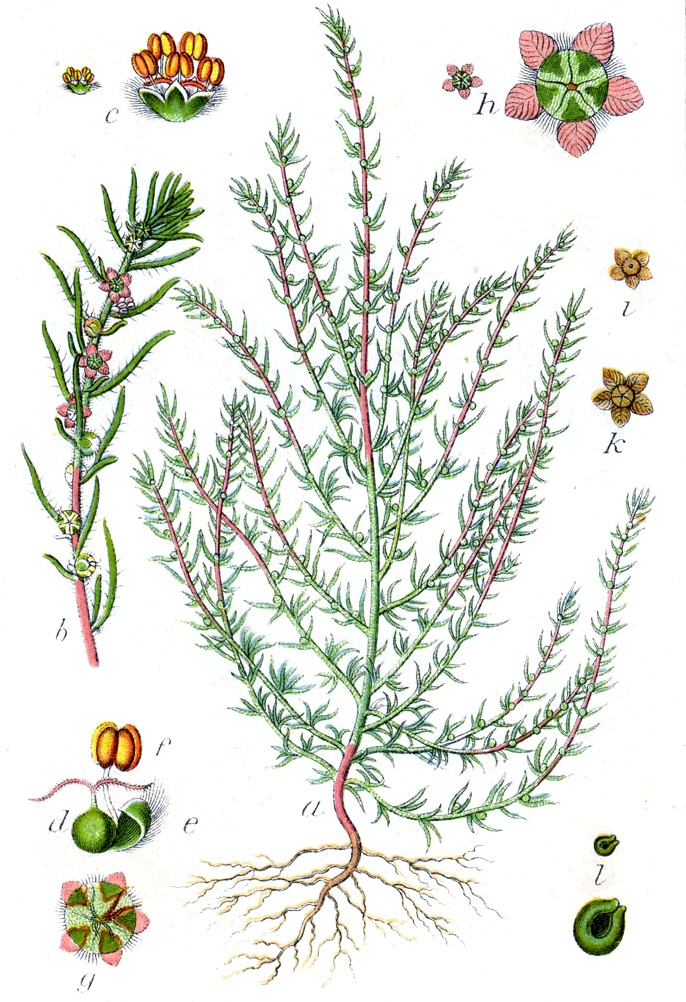
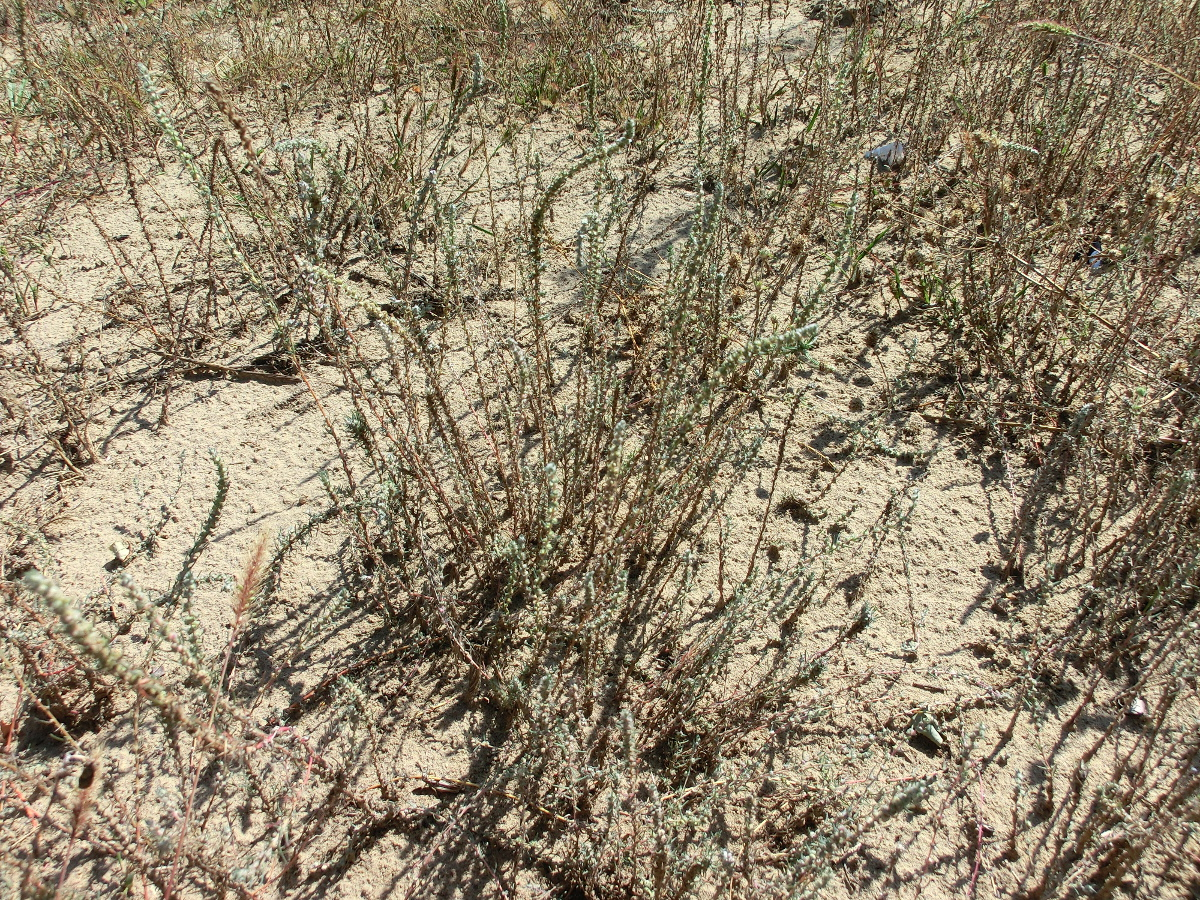
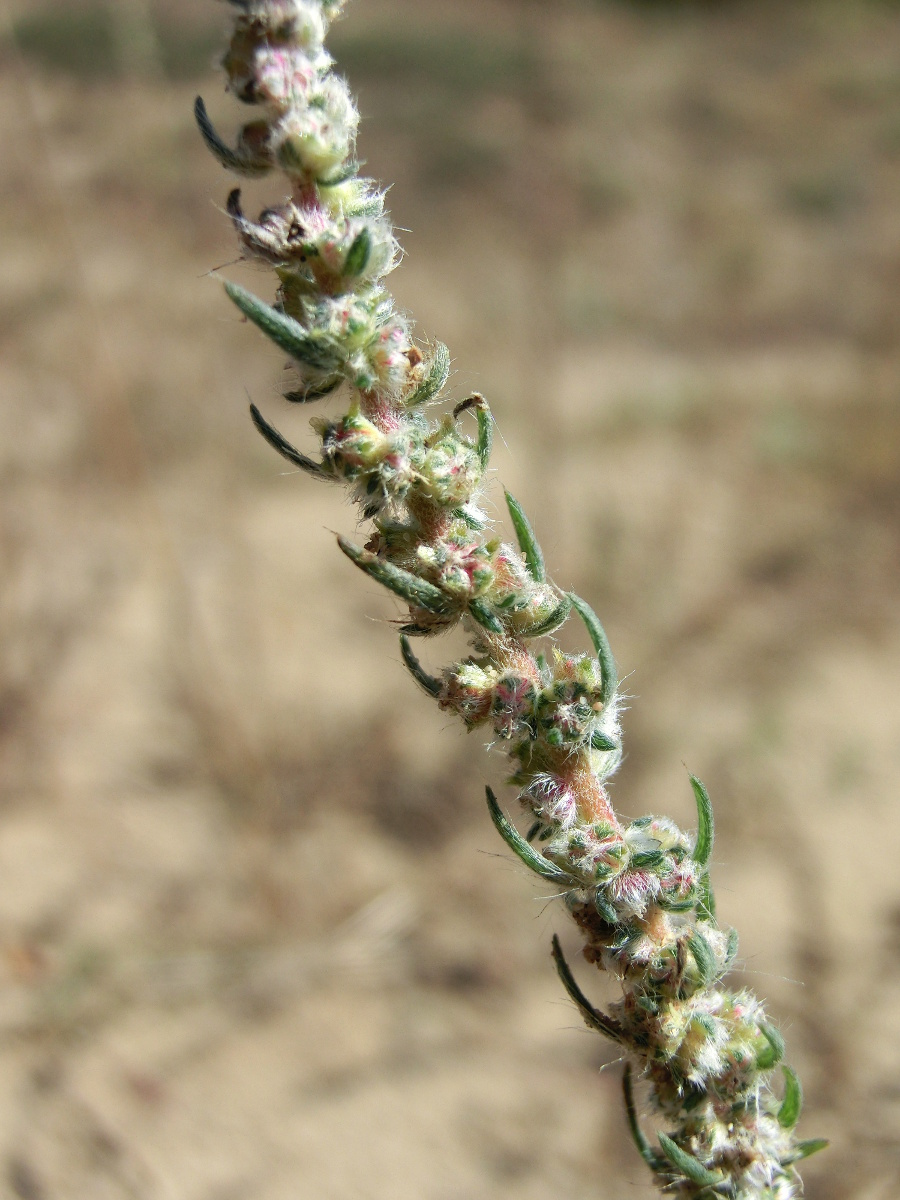